# Sebastian Kneipp
Sebastian Kneipp (Stephansried, 17 maggio 1821 – Bad Wörishofen, 17 giugno 1897) è stato un abate e presbitero tedesco, cui si deve la riscoperta dell'idroterapia.

## Biografia

### La scoperta dell'idroterapia

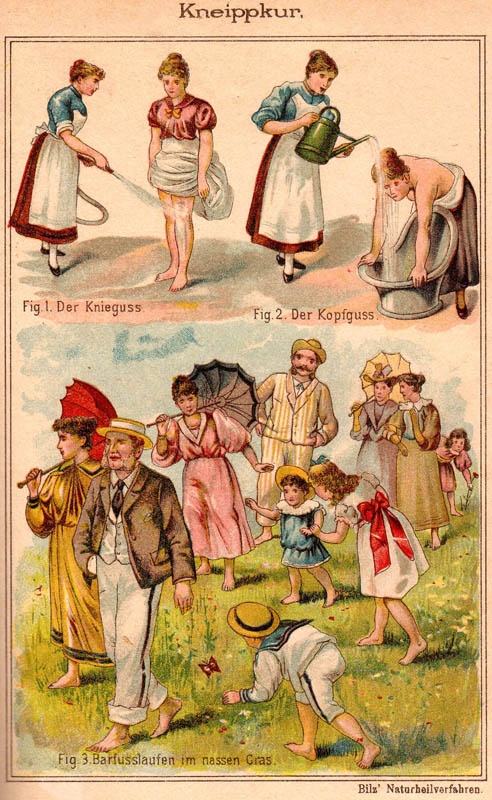
Kneippkur, Illustrazione in un libro apparso nel 1894

Nel 1849 Kneipp si ammalò di tubercolosi. Kneipp scoprì casualmente il libro "Lezione sulla forza guaritrice dell'acqua fresca" di Johann Siegmund Hahn. In seguito a ciò, non trovando giovamento nelle cure del tempo, Kneipp decise di applicare ciò che aveva letto: dopo essersi spogliato nudo, si tuffava nel Danubio e subito si rivestiva, contrastando il rapido raffreddamento correndo verso casa. Dopo soli 6 mesi di questo trattamento la TBC era sparita.
Nel 1850 Kneipp ottenne una borsa di studio nel Georgianum a Monaco e proseguì lì i suoi studi. Le applicazioni idroterapiche quotidiane erano nel frattempo diventate parte integrante della sua vita. Al Georgianum trattò per la prima volta segretamente i compagni di collegio che, come lui, si erano ammalati di tubercolosi. Leggeva libri sulle applicazioni idroterapiche, frequentava il "Circolo degli amici dell'acqua" e lì sentì parlare di Vincenz Prießnitz di Gräfenberg, il quale già da 30 anni in Austria curava con l'acqua.
Il 6 agosto 1852 ricevette nel duomo di Augusta l'ordinazione sacerdotale. Fino al 1855 ricoprì tre posti come cappellano: a Markt Biberach vicino ad Augusta, a Boos e nella chiesa di San Giorgio ad Augusta.

### Prime resistenze
Nel febbraio del 1853 vi fu la prima denuncia per "ciarlataneria", poiché aveva trattato una serva ammalata di colera con bendaggi bollenti. Ricevette un'ammenda di due ghinee per "Procedimento contro il divieto di curare", ironicamente però anche il giudice si fece consigliare una cura contro la gotta.
Nel 1854 un farmacista di Babenhausen in Svevia denunciò Kneipp per "Influenza commerciale e danneggiamento". Kneipp spiegò durante il processo di aver sempre unicamente trattato persone che dopo anni di cure presso medici e farmacisti non avevano trovato sollievo o che semplicemente non potevano permettersi un medico. In seguito dovette sottoscrivere una dichiarazione "di non aiutare in futuro anche quegli infelici che apparentemente non trovavano più aiuto medico". Nello stesso anno a Monaco scoppiò un'epidemia di colera che si diffuse in tutta la Baviera settentrionale e in Svevia. Il padre di Kneipp fu una delle prime vittime del colera a Stephansried. Il vicario generale presso l'ente vescovile si fece attento e raccolse informazioni su di lui. Tra la popolazione Kneipp veniva chiamato il "cappellano del colera". Alla fine del 1854 venne quindi trasferito ad Augusta.

### Arrivo a Wörishofen
Nel maggio 1855 divenne padre confessore nel convento delle suore domenicane a Wörishofen. Sotto la sua influenza la vita là cambiò. Le suore dovevano lavorare nei campi ed egli trasformò l'attività agricola del convento in una grossa azienda. Nel frattempo arrivavano a Wörishofen sempre più persone in cerca di aiuto, in misura crescente anche da ambienti più benestanti.

### Wörishofen diventa stazione termale

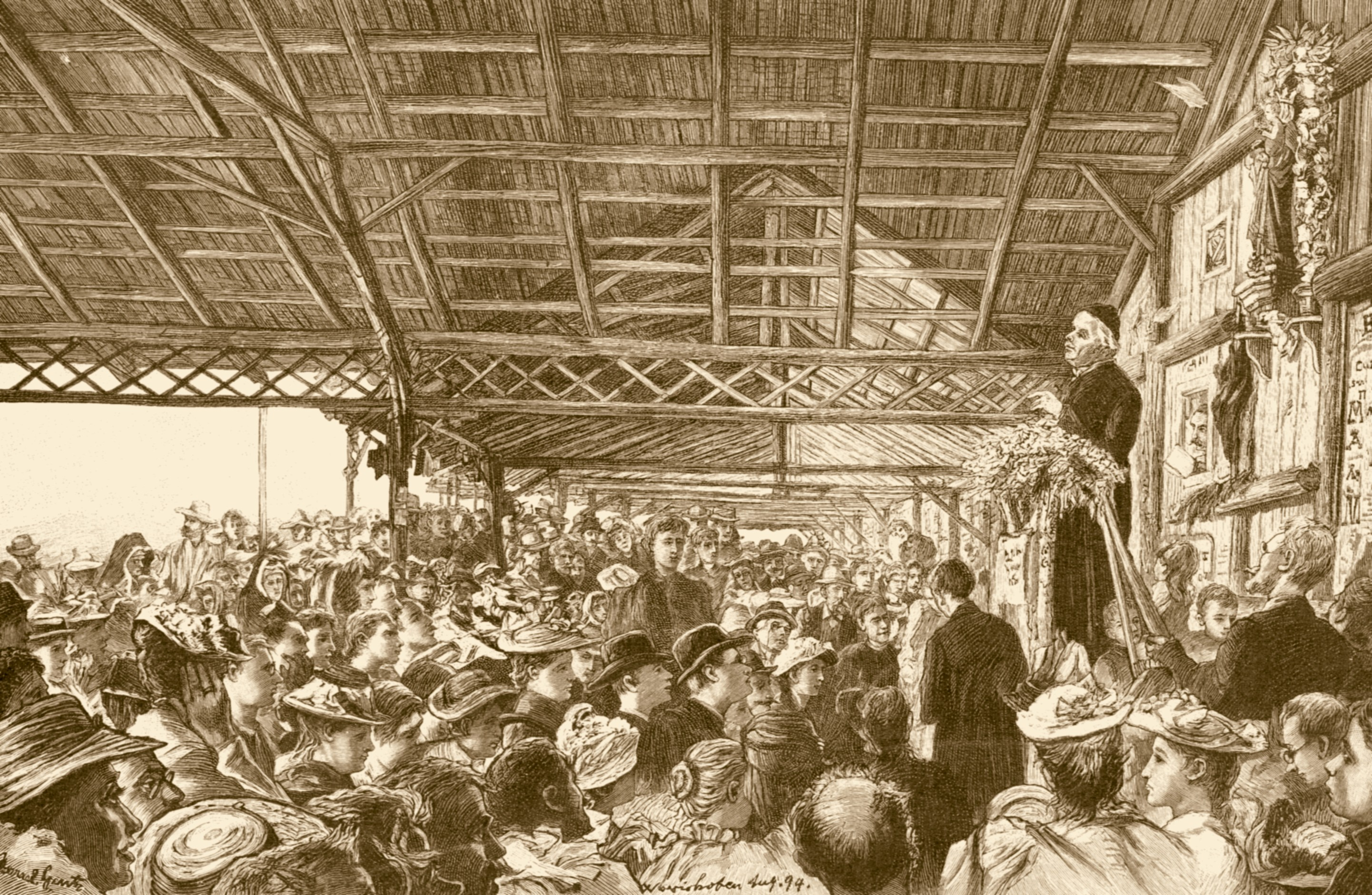
Il parroco Kneipp durante una lezione a Wörishofen

Nel decennio successivo durante l'estate a Wörishofen cresceva il numero degli ospiti che venivano per curarsi. La gastronomia locale si sviluppò notevolmente e vennero costruiti alberghi. Kneipp venne anche attaccato più volte dagli ambienti medici accademici a causa dei suoi metodi contestati.
Quando nel 1871 Guglielmo I di Prussia diventò imperatore tedesco, l'amico e sostenitore di Kneipp Prof. Dr. Merkle divenne deputato nel Reichstag. Nel frattempo era cominciata anche in Germania la fuga dalle campagne. Questo diede l'occasione a Kneipp di scrivere il suo primo libro, in cui spezzava una lancia a favore dell'agricoltura.
Nel 1873 arrivò tra le mani di Kneipp uno scritto di Merkle in cui quest'ultimo affermava che con effetto retroattivo fino al 1º gennaio 1873 anche in Baviera vigeva la libertà di cura. Le associazioni di medici e i circoli medici delle accademie tuttavia reagirono contro la nuova legge, Kneipp si trovò al centro di questa discussione. Nonostante le critiche a Kneipp, a Wörishofen arrivavano sempre più ospiti in cerca di cure.

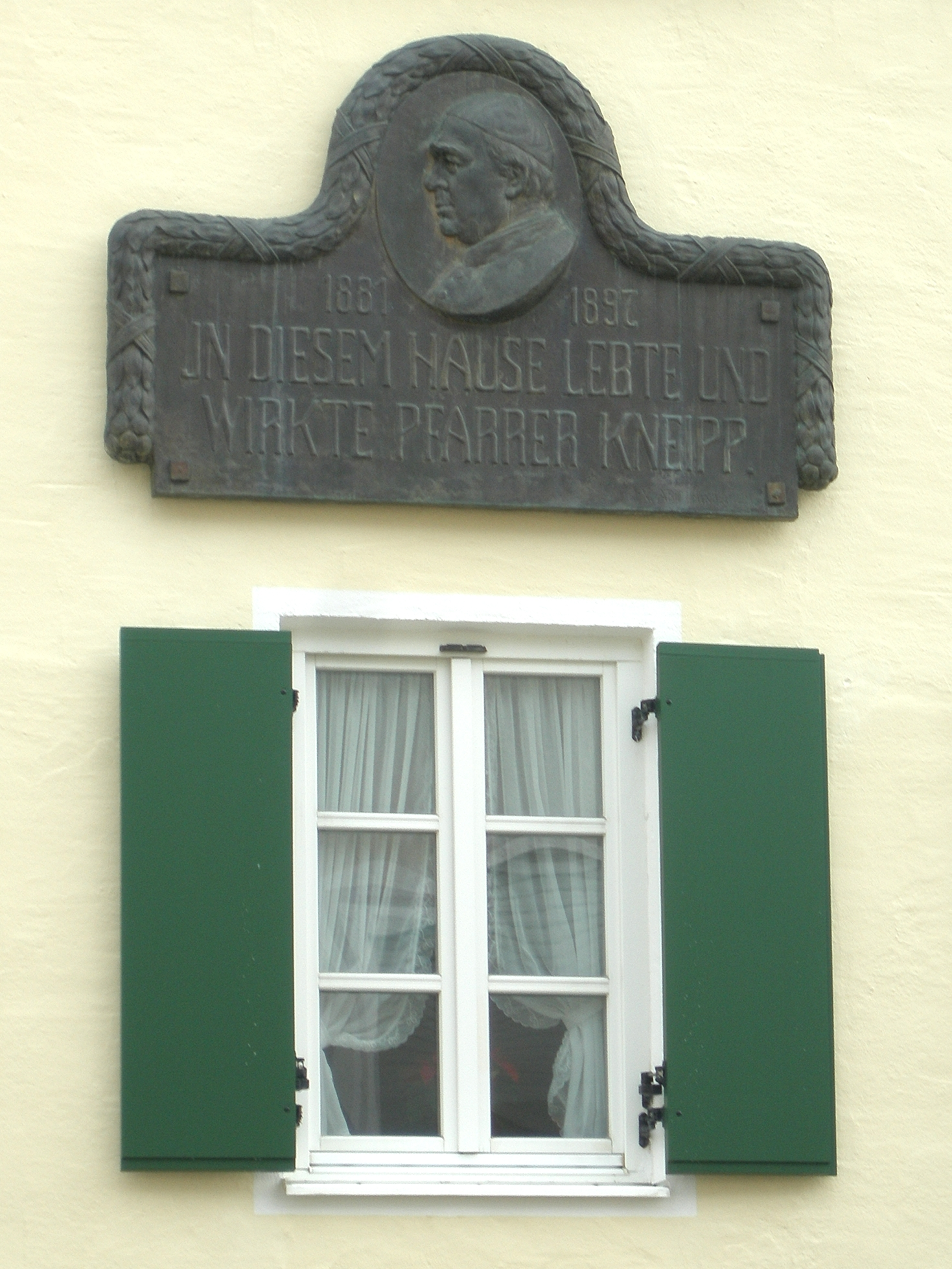
Tavola commemorativa nel luogo di residenza di Sebastian Kneipp a Bad Wörishofen

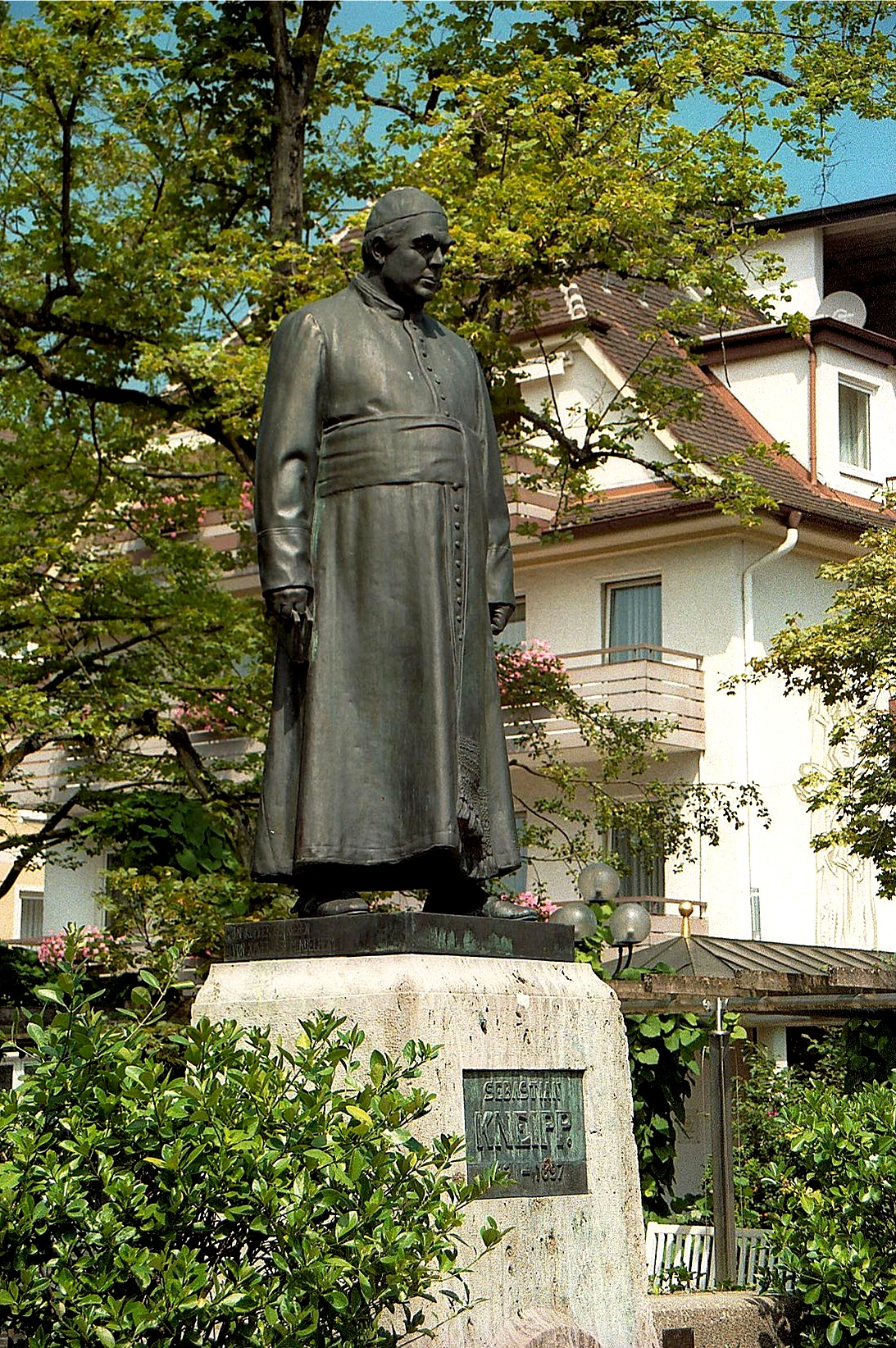
Statua di Sebastian Kneipp a Bad Wörishofen

Nel 1883 arrivò a Wörishofen il Dr. Bernhuber, un giovane medico di Türkheim, parlò con Kneipp, ma rimase scettico. Nel 1884 ritornò, questa volta con la richiesta di poter assistere in qualità di uditore. Kneipp gli offrì spontaneamente la collaborazione e Bernhuber accettò. Ora conducevano la visita quotidiana insieme. Kneipp pubblicò in questo periodo anche Meine Wasserkur (La mia idroterapia). Il libro apparve poi nel 1886 e sarebbe diventata la sua opera classica.
Nell'agosto 1889 a Wörishofen c'erano 4.000 persone in cerca di cure. Arrivavano così tanti ospiti che questi dovevano venire parzialmente ospitati nei villaggi vicini. Kneipp scrisse un secondo libro dal titolo So sollt ihr leben! ("Così dovete vivere!"). Nell'autunno di quell'anno il principe Rupprecht di Baviera, che come capo del 10º reggimento dell'infanteria reale bavarese „Re Ludwig“ si trovava impegnato in manovre vicino ad Augusta, si fece fare dei trattamenti da Kneipp. Lo seguirono altri nobili e alti prelati.
A Wörishofen si costruivano sempre più edifici termali. Nell'estate del 1890 c'erano 6.000 ospiti. Kneipp ora teneva quotidianamente discorsi pubblici sulla salute in cui si schierava contro lo stile di vita moderno causa di malattie.
Il 14 dicembre 1890 l'editore Ludwig Auer di Donauwörth fondò il primo circolo Kneipp. Kneipp stesso era presidente onorario. Già un mese più tardi Auer pubblicava la prima edizione dei "fogli Kneipp" che escono mensilmente ancora oggi (oggi: Kneipp-Journal, editore Kneipp-Bund e.V., Bad Wörishofen).
Nel dicembre 1890 il sindaco Birk, che era contro l'ampliamento di Wörishofen come stazione termale, si ritirò dalla carica. Il suo successore Augustin Huber era un sostenitore di Kneipp, per cui ora l'attività termale venne organizzata anche con il sostegno del consiglio comunale. Furono costruiti marciapiedi e una conduttura per l'acqua. Kneipp insisteva veementemente per la costruzione di una sezione caritatevole e perorava la causa della necessità di continuare a curare gratuitamente gli ammalati senza mezzi e gli orfani.

### Kneipp diventa noto in tutta Europa

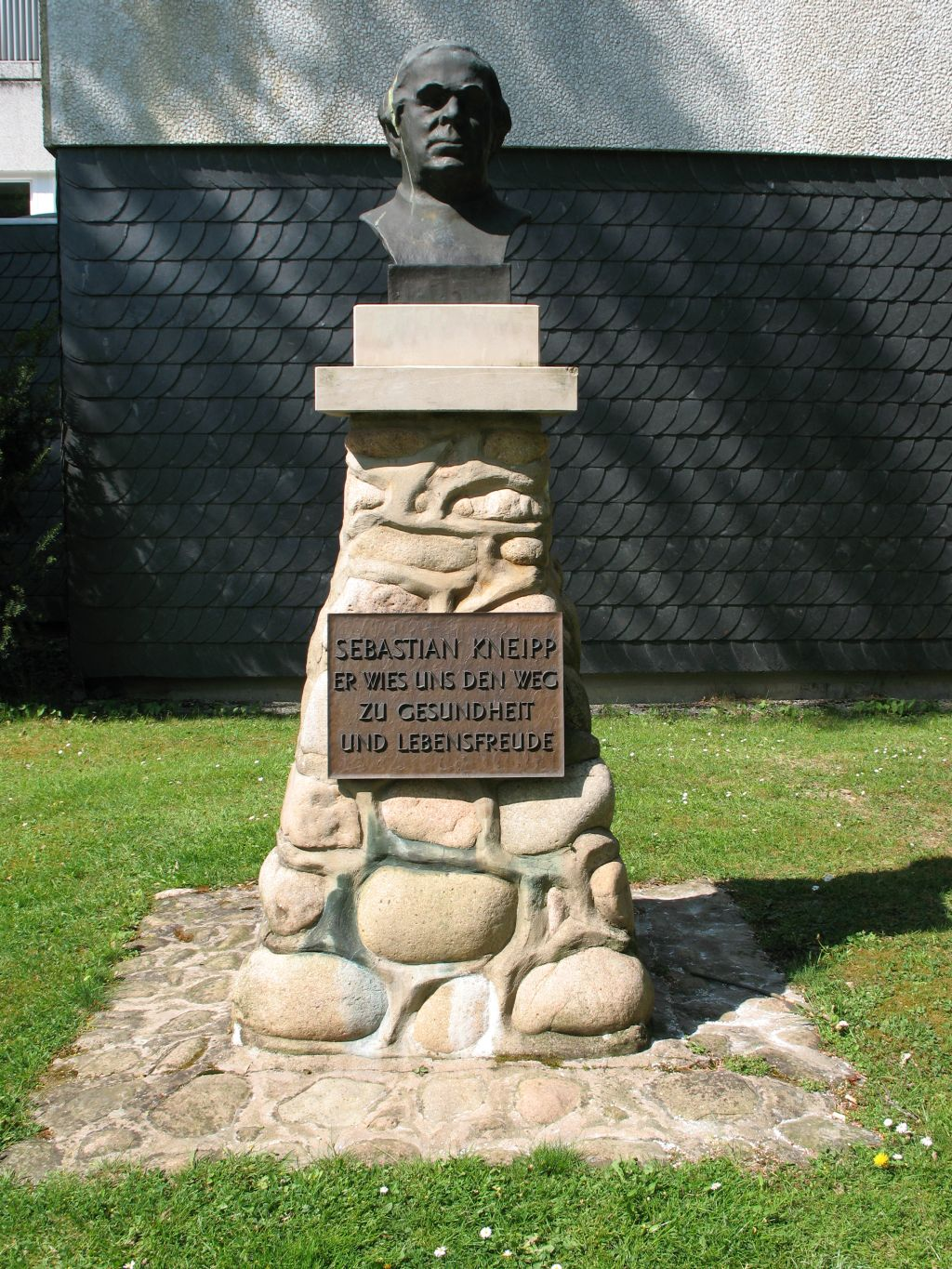
Monumento a Sebastian Kneipp a Bad Lauterberg

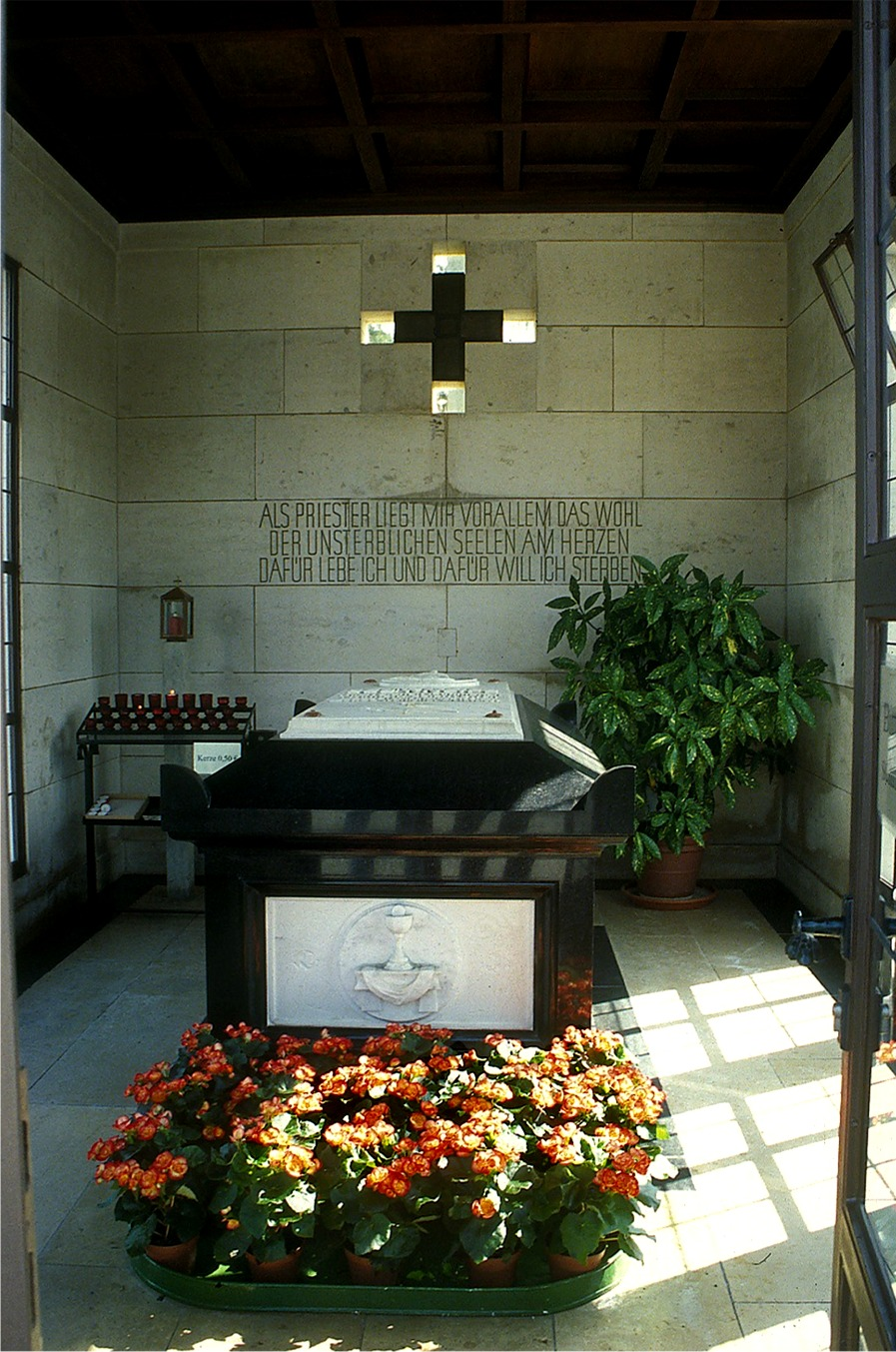
Tomba di Kneipp

Negli anni seguenti Kneipp viaggiò in compagnia del parroco Aloys Stückle quasi in tutta l'Europa. Uno dei suoi viaggi lo condusse anche in Ungheria, dove trattò l'arciduca Giuseppe d'Austria e Ungheria. Fu questi poi che un anno dopo si produsse per Kneipp presso il Papa a Roma.
Nell'agosto 1892 arrivò a Bad Wörishofen il Dr. Alfred Baumgarten. Questi, con il consenso del circolo Kneipp, fu assunto come medico termale permanente con stipendio fisso e l'obbligo di trattare gratuitamente i pazienti poveri.
Due mesi più tardi arrivarono il priore Bonifaz Reile e i primi padri dei Fratelli della misericordia da Neuburg an der Donau. I Fratelli della misericordia ora giocavano un ruolo sempre maggiore nel supporto di Kneipp. La casa di cura Sebastianeum, sotto la guida del priore Reile, si sviluppò sempre di più fino a diventare il centro dell'attività di cura.
Kneipp ora teneva le sue visite là nel Sebastianeum. Arrivavano sempre più Fratelli e così si arrivò finalmente al completo esonero delle Domenicane, con cui fu eliminata anche l'ultima obiezione dell'ordinariato vescovile. Nel 1893 Wörishofen contava in totale 33.130 ospiti, nonché più di 100.000 "altre persone accorse e passanti".

### Udienza dal Papa
Alla fine del 1893 Kneipp fu nominato dal papa Leone XIII "Monsignore", un'onorificenza della Chiesa. Nell'anno successivo Kneipp andò a Roma e ottenne udienza presso il Papa. Il Papa si fece trattare da Kneipp e alla partenza di questi gli regalò una medaglia d'oro.

### Istigazioni contro Kneipp
Nel 1894 fu fondata la Associazione internazionale dei medici kneippiani presieduta dal Dr. Alfred Baumgarten. Alla fine dell'anno apparve, in collaborazione con il Dr. Baumgarten, Il mio testamento. Nonostante tutti i successi, le inimicizie non cessavano mai. Negli anni passati a Wörishofen si erano verificati diversi incendi dolosi, alla casa di cura, presso la redazione dei "Fogli di Kneipp" e in altre sedi. La stampa, in particolare la Augsburger Abendzeitung e la Leipziger Volkszeitung, aizzavano contro Kneipp, lo accusavano di avidità di guadagno e addirittura della corruzione dei bambini in cura.

### Gli ultimi anni
Nell'estate 1894 Kneipp mostrò i primi segni di debolezza. Si riprese e già nel nell'autunno 1896 partì di nuovo per un giro di conferenze. All'inizio del 1897 tuttavia era già così spossato da non riuscire più a eseguire da solo i suoi getti d'acqua. La sua patologia si rivelò un tumore a rapido accrescimento nella parte inferiore del corpo, il quale premeva sui vasi. Mentre giaceva a letto malato, il "movimento dei laicisti" e la "frazione dei medici" litigavano già per la sua eredità. Kneipp stesso ora passava la maggior parte del tempo nella propria camera e si faceva trattare con applicazioni idroterapiche. Numerosi medici vennero da lui e lo visitarono, tuttavia egli rifiutò l'unico metodo utile, un'operazione chirurgica. Morì il 17 giugno 1897 a 76 anni.

## Influsso dopo la morte

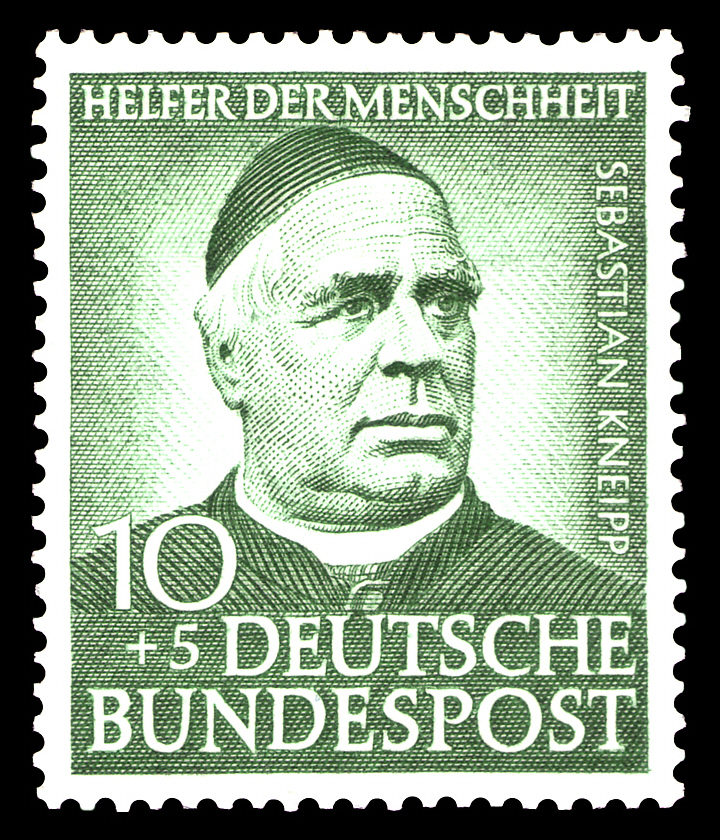
Francobollo della Germania occidentale (1953) della serie benefattori dell'umanità

Sotto l'ombrello del Kneippbund, l'organismo centrale dell'Associazione Kneipp situato a Bad Wörishofen, esistono oggi in Germania più di 660 circoli Kneipp con circa 160.000 membri. Nel 1920 Wörishofen fu insignita del predicato Bad (stazione termale). Oltre a Bad Wörishofen in Germania esistono ancora numerosi altri luoghi di cura kneipp. Nel 1958 il regista Wolfgang Liebeneiner ridusse per lo schermo la vita di Sebastian Kneipp sotto il titolo Sebastian Kneipp - il dottore dell'acqua, con attori noti quali Carl Wery, Paul Hörbiger e Gerlinde Locker. I libri di Kneipp raggiunsero tirature di milioni di copie e vengono pubblicati ancora oggi. In Italia l'interesse per il metodo kneipp si diffuse verso la fine dell'800 e portò all'apertura di diversi centri di cura a suo nome, la traduzione e la pubblicazioni dei suoi libri e di riviste come "Il Giornale di Kneipp". Oggi l'Associazione Kneipp in Italia ha sede a Bolzano, in Alto Adige, e si occupa di divulgare la filosofia di Sebastian Kneipp anche in lingua italiana.

## Dottrina
L'idroterapia viene associata a terapie fisiche: camminate, sport leggero, massaggi; a dieta con cibi naturali e a terapia fitoterapica.
Il "percorso Kneipp" è oggi pressoché onnipresente nei centri benessere in Italia. Il più comune consiste in un camminamento su sassi di fiume (attivazione della pompa ematica nel piede) con getti alternati di acqua calda e fredda fino all'altezza del ginocchio (riattivazione della circolazione degli arti inferiori, accelerazione del drenaggio, migliore ossigenazione tissutale).
Un trattamento freddo deve essere sempre di durata inferiore a un trattamento caldo.

## Curiosità
- Quando nell'ottobre del 1973 Freimut Börngen scoprì un nuovo asteroide, lo dedicò all'idroterapeuta, chiamandolo 18286 Kneipp.